# Kaiserpokal 1993
Der Kaiserpokal 1993 war die 73. Austragung des Kaiserpokals, des höchsten japanischen Fußballpokalwettbewerbs. Sieger des Wettbewerbs waren die Yokohama Flügels.

## Ergebnisse

### 1. Runde
|                         | Ergebnis        |                          |
| ----------------------- | --------------- | ------------------------ |
| Kashima Antlers         | 1:1 (3:2 i. E.) | NKK                      |
| Tohoku Electric Power   | 3:2             | Sanyo Electric Sumoto    |
| Nagoya Grampus Eight    | 2:1             | Yamaha Motors            |
| Universität Kōchi       | 0:5             | Gamba Osaka              |
| JEF United Ichihara     | 3:0             | Handelsuniversität Osaka |
| Toshiba                 | 2:1             | Universität Fukuoka      |
| Seino Transportation    | 1:2             | Chūō-Universität         |
| Universität Sapporo     | 0:6             | Shimizu S-Pulse          |
| Yokohama Marinos        | 3:1             | Kashiwa Reysol           |
| Dōshisha-Universität    | 2:4             | Kawasaki Steel           |
| Waseda-Universität      | 3:0             | Hokuriku Electric Power  |
| Sportuniversität Kanoya | 1:2             | Sanfrecce Hiroshima      |
| Yokohama Flügels        | 4:1             | Tanabe Pharmaceutical    |
| Otsuka Pharmaceutical   | 0:3             | Urawa Reds               |
| Cosmo Oil               | 1:0             | Fujita                   |
| Hokkaido Electric Power | 0:5             | Verdy Kawasaki           |

### Achtelfinale
|                      | Ergebnis |                       |
| -------------------- | -------- | --------------------- |
| Kashima Antlers      | 6:1      | Tohoku Electric Power |
| Nagoya Grampus Eight | 3:2      | Gamba Osaka           |
| JEF United Ichihara  | 2:0      | Toshiba               |
| Chūō-Universität     | 0:1      | Shimizu S-Pulse       |
| Yokohama Marinos     | 2:1      | Kawasaki Steel        |
| Waseda-Universität   | 0:2      | Sanfrecce Hiroshima   |
| Yokohama Flügels     | 4:3      | Urawa Reds            |
| Cosmo Oil            | 0:2      | Verdy Kawasaki        |

### Viertelfinale
|                     | Ergebnis |                      |
| ------------------- | -------- | -------------------- |
| Kashima Antlers     | 5:3      | Nagoya Grampus Eight |
| JEF United Ichihara | 1:2      | Shimizu S-Pulse      |
| Yokohama Marinos    | 1:3      | Sanfrecce Hiroshima  |
| Yokohama Flügels    | 2:1      | Verdy Kawasaki       |

### Halbfinale
|                     | Ergebnis |                  |
| ------------------- | -------- | ---------------- |
| Kashima Antlers     | 1:0      | Shimizu S-Pulse  |
| Sanfrecce Hiroshima | 1:2      | Yokohama Flügels |

### Finale
|                 | Ergebnis |                  |
| --------------- | -------- | ---------------- |
| Kashima Antlers | 2:6      | Yokohama Flügels |